# Hiến pháp Hoa Kỳ
Hiến pháp Hoa Kỳ là điều luật cao nhất của Hợp chúng quốc Hoa Kỳ, lúc đầu có bảy điều. Điều I, Điều II, và Điều III thành lập chính phủ liên bang, phân lập ba ngành làm luật là Quốc hội, hành chính là Tổng thống cùng các cấp dưới, tư pháp là Tòa án Tối cao cùng các toà bậc dưới. Điều IV, Điều V, và Điều VI quy định quyền hạn của các bang, quan hệ các bang với chính phủ liên bang, thủ tục sửa đổi hiến pháp. Điều VII quy định cách phê chuẩn hiến pháp. Hiến pháp Hoa Kỳ là bộ hiến pháp thành văn lâu đời nhất vẫn hiện hành.
Năm 1789, Hiến pháp Hoa Kỳ có hiệu lực. Từ thế kỷ 18 đến nay, được sửa lại 27 lần, một tu chính án sau bãi bỏ một tu chính án trước. Mười tu chính án đầu bảo vệ tự do cá nhân và hạn chế quyền lực chính phủ, gọi là Tuyên ngôn quyền lợi. 17 tu chính án sau bảo vệ thêm quyền công dân, giải quyết những vấn đề quyền hạn liên bang, và sửa thủ tục chính phủ. Hiến pháp Hoa Kỳ khác nhiều hiến pháp khác ở chỗ giữ nguyên bản văn gốc, các tu chính án được chép thêm vào.
Thượng nghị viện Hoa Kỳ nhận định: "Ba từ đầu tiên của Hiến pháp — We the People — tỏ ra chính phủ Hoa Kỳ dựng lên để phục vụ công dân. Hai thế kỷ qua rồi, Hiến pháp vẫn có hiệu lực nhờ các nhà lập hiến nhìn xa trông rộng, cẩn thận chia quyền để bảo vệ lợi ích của số đông và số ít, tự do và bình đẳng, liên bang và các bang". Hiến pháp Hoa Kỳ đẻ ra bộ hiến luật lớn và ảnh hưởng hiến pháp của nhiều nước khác.

## Bối cảnh

### Chính phủ thứ nhất
Từ ngày 5 tháng 9 năm 1774 đến ngày 1 tháng 3 năm 1781, Quốc hội Lục địa là chính phủ lâm thời của Hoa Kỳ. Đại biểu do uỷ ban liên lạc của Mười Ba thuộc địa cử, không phải chính quyền thuộc địa.

### Các điều khoản Hợp bang
Các điều khoản Hợp bang là bộ hiến pháp thứ nhất của Hoa Kỳ. Quốc hội Lục địa khoá Hai soạn từ giữa năm 1776 đến cuối năm 1777, bang sau cùng phê chuẩn vào đầu năm 1781. Các điều khoản Hợp bang trao chính phủ trung ương rất ít quyền. Quốc hội Hợp bang có thể đưa ra quyết định, nhưng không thể thi hành hầu hết, đến cả việc sửa đổi Các điều khoản, trừ phi nghị hội của tất cả 13 bang đều chấp thuận.
Khó khăn chính của Hợp bang, George Washington xét là "không có tiền". Quốc hội Lục địa có thể in tiền, nhưng vô giá trị. Có thể vay tiền, nhưng không thể trả nợ. Không có bang nào chịu nộp đủ thuế cho Hoa Kỳ; một số bang chẳng đóng một đồng. Vài bang chỉ đóng đủ để trả lãi nợ quốc gia của dân nó. Lãi nợ nước ngoài, không có bang nào chịu trả. Năm 1786, Hoa Kỳ luôn không trả nợ đúng kỳ hạn.
Ngoài nước, Hoa Kỳ không thể khẳng định chủ quyền có hiệu quả. Quân đội Hoa Kỳ chỉ có 625 lính, hầu hết đóng trước các đài pháo của Anh trên đất Mỹ, nhưng không thực sự uy hiếp. Lính không được trả lương; một số thì đã đào ngũ, một số thì doạ làm phản. Tây Ban Nha cấm Hoa Kỳ buôn bán ở New Orleans, quan chức Hoa Kỳ phản đối, nhưng chẳng được tích sự gì. Cướp biển Barbary chiếm đoạt tàu buôn của Mỹ, nhưng Kho bạc không có đủ tiền để chuộc con tin. Khủng hoảng quân sự mà nảy ra thì Quốc hội vừa không có tiền, vừa không thể đánh thuế để đối phó.
Trong nước, Các điều khoản Hợp bang không thống nhất được các bang. Mặc dù Hoa Kỳ ký Hoà ước Paris (năm 1783) với Anh, ghi rõ tên từng bang, nhiều bang vẫn làm trái. New York và Nam Carolina liên tục truy tố những người thân Anh vì hoạt động chống Cách mạng và lấy đất đai họ phân chia lại. Mỗi bang tự cấm vận, đàm phán thẳng với nước ngoài, mộ lính và gây chiến, trái cả lời văn lẫn tinh thần của Các điều khoản.
Tháng 9 năm 1786, năm bang mở hội nghị để tìm cách bỏ chế độ bảo hộ mậu dịch, mở lại buôn bán giữa các bang, James Madison hỏi liệu Các điều khoản Hợp bang có ràng buộc không hay thậm chí có đủ vững để dựng chính phủ không. Connecticut "quyết không chịu" đóng thuế cho Hoa Kỳ trong hai năm. Ở New York, có tin đồn một nhóm nghị viên "phiến loạn" đã mở đàm phán với Phó Vương Canada. Ở phía nam, có tin Anh đang công khai cấp tiền cho người da đỏ Muscogee tấn công Georgia, bang phải lập ra quân luật. Ở Massachusetts, Daniel Shays phát động nổi dậy, Quốc hội không thể cấp tiền giúp, Tướng Benjamin Lincoln phải lấy tiền của các thương gia ở Boston để mộ binh.
Quốc hội bị bế tắc. Nếu không có chín bang tán thành thì không thể làm gì đáng kể, đôi khi cần phải có tất cả 13 bang đồng lòng. Một bang mà chỉ có một đại biểu có mặt thì Quốc hội không được tính phiếu của bang để hội đủ điều kiện chín phiếu. Cũng vậy nếu các đại biểu của bang nửa thuận nửa chống. Quốc hội Hợp bang "hầu như chẳng màng trị lý nữa". Các nhà cách mạng như George Washington, Benjamin Franklin, và Rufus King thấy lý tưởng Hoa Kỳ là "nước đáng kính" giữa các nước dường như đang mờ dần; giấc mơ nước cộng hoà không cha truyền con nối, lấy dân làm gốc, bầu cử thường xuyên, có thực hiện được không?
Ngày 21 tháng 2 năm 1787, Quốc hội Hợp bang triệu tập hội nghị đại biểu các bang ở Philadelphia để làm kế hoạch chính phủ mới. Khác những lần trước, lần này mở hội nghị không để làm luật mới hay thay đổi từng phần, mà là chỉ để "sửa lại Các điều khoản Hợp bang". Hội nghị không bị hạn chế giải quyết chỉ các vấn đề buôn bán; mục đích chủ yếu chính là "sửa lại hiến pháp liên bang sao cho thoả mãn được các nhu cầu trị nước và giữ gìn được Hợp bang". Phương án sẽ được trình Quốc hội và các bang.

## Lịch sử

### Soạn thảo

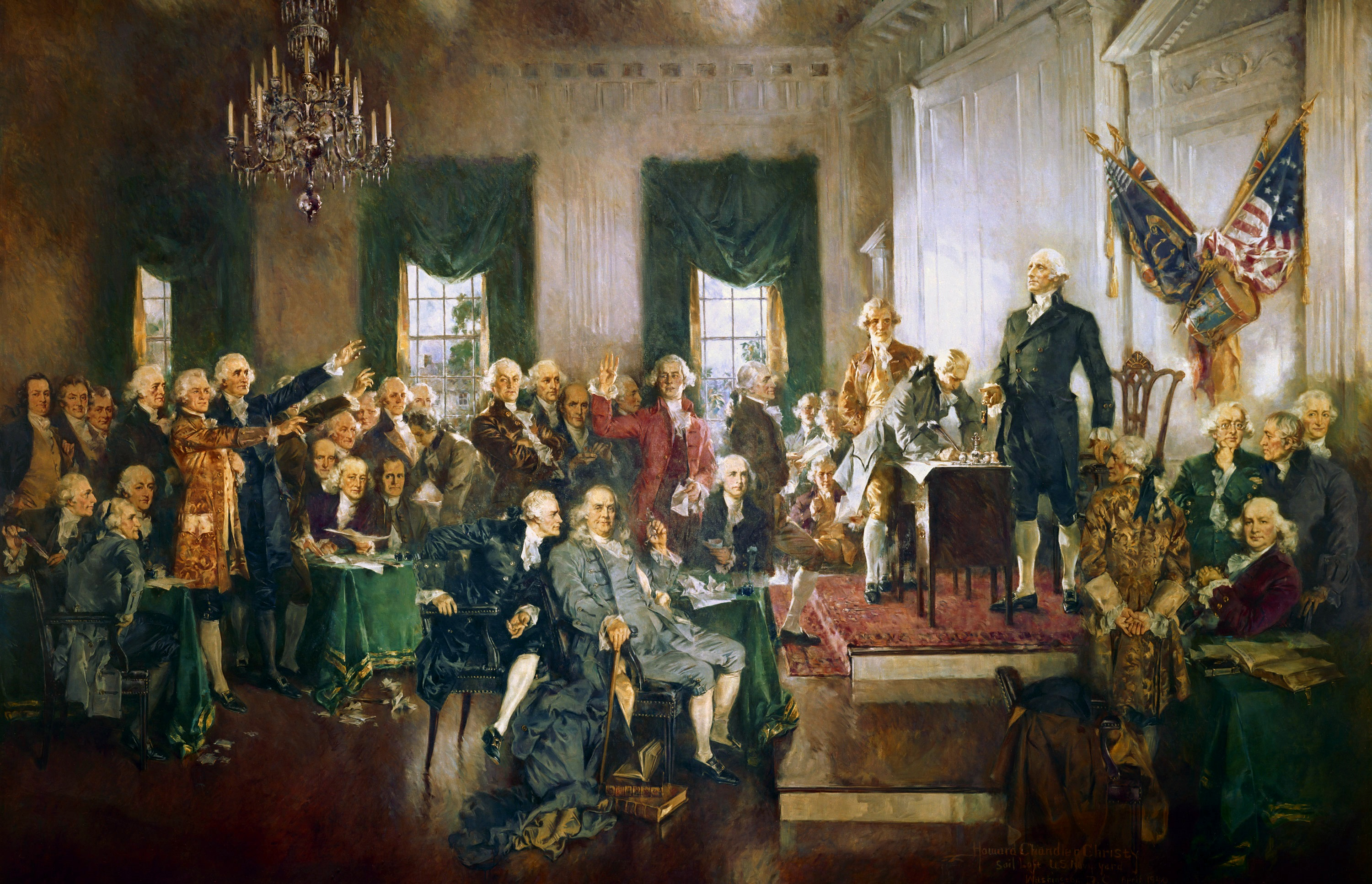
Cảnh ký Hiến pháp Hoa Kỳ, ngày 17 tháng 9 năm 1787

Hội nghị Lập hiến hẹn họp vào ngày 14 tháng 5 năm 1787, nhưng chỉ có đại biểu của Virginia và Pennsylvania có mặt, cho nên phải dời lại lễ mở màn. Ngày 25 tháng 5, đại biểu của bảy bang họp, Hội nghị có đủ số người, bắt đầu thảo luận. Tổng cộng 12 bang có mặt ở Hội nghị; 74 đại biểu được chỉ định, 55 tham dự, 39 ký tên. Các đại biểu tin chắc rằng cần phải dựng chính quyền trung ương mới, có nhiều thực quyền thay Quốc hội yếu kém dưới Các điều khoản Hợp bang.
Có hai kế hoạch tổ chức chính phủ liên bang:
- Kế hoạch Virginia đề nghị lập Quốc hội hai viện làm cơ quan làm luật cả nước, cả hai dân cử, số đại biểu mỗi bang chia theo số dân. Các bang đông dân được lợi. Nguyên tắc của kế hoạch thì John Locke chủ trương lấy dân làm gốc, Montesquieu phân lập ba quyền, Edward Coke đặt nặng dân quyền.[24]
- Kế hoạch New Jersey đề nghị lập Quốc hội một viện, mỗi bang có một một phiếu. Các bang ít dân được lợi. Nguyên tắc thì Edmund Burke ủng hộ tăng quyền lực của nghị hội, William Blackstone đặt nặng cơ quan làm luật tự chủ, phản ánh chủ trương các bang vốn độc lập và vẫn độc lập mặc dù tự nguyện vào Hợp chúng quốc.[25]

Ngày 31 tháng 5, Hội nghị họp làm "Ủy ban Toàn hội" để xem xét Kế hoạch Virginia. Ngày 13 tháng 6, ra nghị quyết trình Kế hoạch Virginia có sửa đổi lên Hội nghị. Kế hoạch New Jersey được đưa ra để cạnh tranh với Kế hoạch Virginia.
Từ ngày 2 đến ngày 16 tháng 7, "Ủy ban Mười một" (mỗi uỷ viên thay mặt mỗi bang) họp để giải quyết vấn đề chia đại biểu quốc hội, đạt thoả hiệp giữa hai bên. Các đại biểu đều đồng ý lập chính phủ cộng hoà thay mặt người dân các bang, nhưng trái ý hai việc: cách chia đại biểu và cách bầu đại biểu. Ủy ban ra Thoả hiệp Connecticut, đề xuất đại biểu Hạ nghị viện thì chia theo số dân, người dân bầu thẳng, đại biểu Thượng nghị viện thì chia đều, nghị hội các bang bầu, chỉ Hạ nghị viện có quyền đề nghị các dự luật thu nhập chính phủ.
Ngày 24 tháng 7, Hội nghị lập "Ủy ban Nội dung" có John Rutledge (Nam Carolina), Edmund Randolph (Virginia), Nathaniel Gorham (Massachusetts), Oliver Ellsworth (Connecticut), và James Wilson (Pennsylvania) để soạn bản thảo hiến pháp chi tiết theo các nghị quyết của Hội nghị. Từ ngày 26 tháng 7 đến ngày 6 tháng 8, Hội nghị thôi họp đợi. Ủy ban trình bản thảo hiến pháp có 23 điều cùng với lời mở đầu lên Hội nghị, có thêm một vài sáng kiến.
Từ ngày 6 tháng 8 đến ngày 10 tháng 9, Hội nghị thảo luận bản báo cáo của uỷ ban, từng phần từng khoản. Mỗi điểm được xem xét, các bên thoả hiệp thêm. Ngày 8 tháng 9, Hội nghị lập "Ủy ban Văn phong" có Alexander Hamilton (New York), William Samuel Johnson (Connecticut), Rufus King (Massachusetts), James Madison (Virginia), và Gouverneur Morris (Pennsylvania) để sửa lại bản thảo 23 điều. Ngày 12 tháng 9, bản thảo chung bộ được trình lên Hội nghị, có bảy điều, lời mở đầu, và lời bối thư, Morris là tác giả chính. Ủy ban cũng trình một bức thư để chuyển kèm theo hiến pháp lên Quốc hội Hợp bang.
Ngày 17 tháng 9, bản chung bộ do Jacob Shallus chính thức thảo được đưa ra phiên họp cuối cùng của Hội nghị. Một số đại biểu thấy Hội nghị phải thoả hiệp nhiều điểm, không hài lòng lắm. Vài đại biểu bỏ về trước lễ ký kết, ba không chịu ký. Benjamin Franklin phát biểu ở Hội nghị: "Tôi thú nhận Hiến pháp có một số phần tôi không chấp thuận bây giờ, nhưng tôi không chắc sẽ không bao giờ chấp thuận chúng". Ông ký hiến pháp "bởi vì vừa chẳng mong đợi được điều gì tốt hơn, vừa ngờ đây là thành quả tốt nhất".
Phe ủng hộ Hiến pháp muốn tất cả 12 bang có mặt ở Hội nghị đồng lòng tán thành; lời bối thư ghi là "Được làm ở Hội nghị, có các bang có mặt đồng lòng tán thành". Sau cùng, đoàn đại biểu của 11 bang cùng đại biểu còn lại của New York là Alexander Hamilton chấp nhận phương án.

### Phê chuẩn

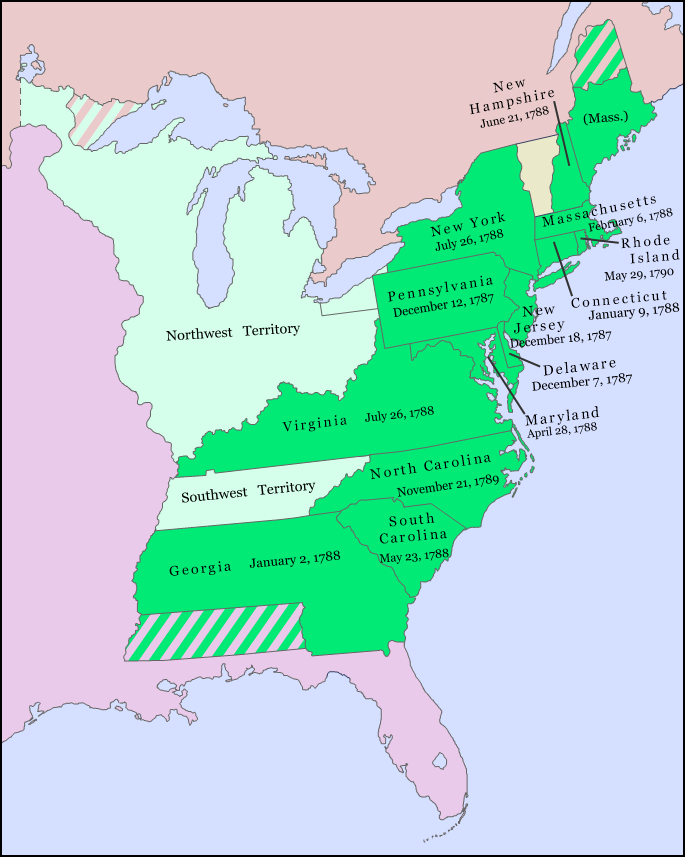
Thời điểm 13 bang phê chuẩn hiến pháp

Quốc hội Hợp bang bấy giờ họp ở New York, có quyền tiến hành hoặc phủ quyết việc phê chuẩn Hiến pháp. Sau khi tranh luận nhiều ngày thì bỏ phiếu chuyển văn kiện tới mười ba bang để phê chuẩn theo thủ tục quy định ở Điều VII: mỗi bang sẽ mở "Hội nghị Liên bang" để phê chuẩn, mục đích là đặt nặng "nhân dân" bằng cách mở rộng quyền bỏ phiếu, khác quy định của Các điều khoản Hợp bang là nghị hội tự xét. "Tu chính án" có hiệu lực ràng buộc các bang sau khi ít nhất chín phê chuẩn, cũng khác Các điều khoản Hợp bang là tất cả các bang phải tán thành.
Ba đại biểu ở Hội nghị là Madison, Gorham, và King cũng là đại biểu Quốc hội Hợp bang. Họ đến New York ngay để xoa dịu sự phản đối. Quốc hội biết rõ quyền lực đang mai một, sau khi tranh luận vài cuộc thì đồng lòng quyết định trình hiến pháp lên các bang vào ngày 28 tháng 9, "hợp với các quyết định của Hội nghị". Tuy nhiên, không ra khuyến nghị ủng hộ hay phản đối phê chuẩn hiến pháp.
Hai phe chống ủng hộ hiến pháp hình thành. Các bang tranh luận, khen chê, giải thích hiến pháp từng điều từng khoản. Ở bang New York, bấy giờ là lò chống phê chuẩn, Hamilton, Madison, cùng Jay xuất bản các bài luận ủng hộ phê chuẩn hiến pháp dưới bút danh Publius, nay được gọi là The Federalist Papers ("Bàn liên bang"). Các bài luận của ba người, Toà án Tối cao thường dẫn làm nguồn đáng tin cậy cùng thời để giải nghĩa các điều khoản của hiến pháp. Hai bên rất cân sức, phe chống liên bang gay gắt đấu tranh.
Ngày 21 tháng 6 năm 1788, hiến pháp có đủ chín bang phê chuẩn theo đúng Điều VII. Cuối tháng 7, 11 bang đã phê chuẩn, Hoa Kỳ bắt đầu tổ chức chính quyền mới. Ngày 13 tháng 9 năm 1788, Quốc hội Hợp bang thông qua nghị quyết chính thức thi hành Hiến pháp mới. Ngày 4 tháng 3 năm 1789, chính phủ liên bang mới bắt đầu hoạt động. Tuy nhiên, hai viện Quốc hội phải hoãn lại cuộc họp đầu tiên vì thiếu đại biểu dự. Ngày 30 tháng 4, George Washington nhậm chức, trở thành tổng thống thứ nhất của Hoa Kỳ. Ngày 21 tháng 11 năm 1789, Bắc Carolina phê chuẩn hiến pháp. Ngày 29 tháng 5 năm 1790, Đảo Rhode.

## Bản văn chính
Cả Hội nghị Lập hiến lẫn Quốc hội Hợp bang đều không đặt tiêu đề hiến pháp, cho nên lúc in ấn thì thường lấy tên Frame of government ("Cơ cấu chính phủ") để tiện cho các hội nghị phê chuẩn bang và việc thông tin công chúng. Cơ cấu chính phủ có lời mở đầu, bảy điều, và lời bối thư có chữ ký.

### Lời mở đầu

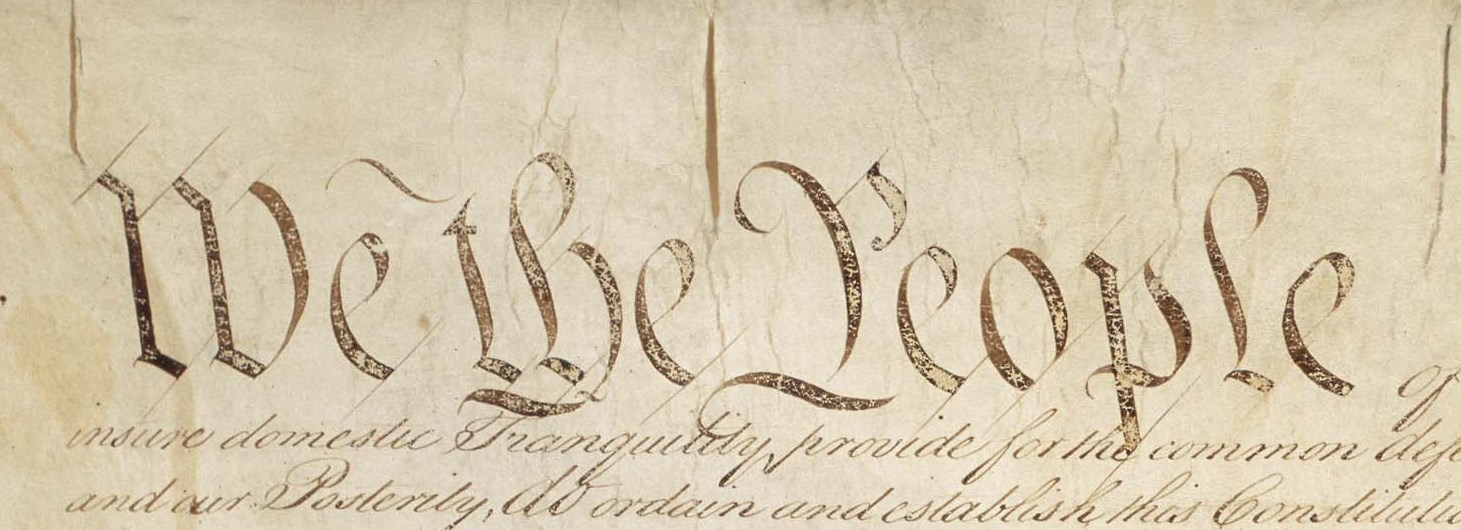
"Chúng tôi—Người dân" trong bản gốc

Lời mở đầu đưa ra mục đích và nguyên tắc chỉ đạo của hiến pháp, không trao quyền cho chính phủ liên bang, cũng chẳng hạn chế quyền lực của chính phủ. Gốc của hiến pháp, lời mở đầu có ghi rõ là "Chúng tôi, nhân dân Hợp chúng quốc", ứng hợp Tuyên ngôn Độc lập. Hiến pháp nhắm tới hai mục đích: "để dựng Liên bang hoàn hảo hơn" so với "Hợp bang lâu dài" dưới Các điều khoản Hợp bang; và để "bảo đảm tự do" không những cho thế hệ nay mà còn cho "thế hệ sau".

### Điều I
Điều I quy định Quốc hội làm cơ quan làm luật của chính phủ liên bang. Khoản 1 viết "Mọi quyền hành làm luật được thừa nhận ở bản Hiến pháp sẽ trao cho Quốc hội Hợp chúng Quốc, gồm có Thượng nghị viện và Hạ nghị viện". Điều I quy định cách bầu thành viên mỗi viện và điều kiện làm thành viên. Hạ nghị sĩ thì phải từ 25 tuổi trở lên, là công dân bảy năm, và sống ở bang bầu hắn lên. Thượng nghị sĩ thì phải từ 30 tuổi trở lên, là công dân chín năm, và cũng sống ở bang bầu hắn lên.
Khoản 8, Điều I liệt kê các quyền được trao cho Quốc hội. Tiền bạc thì Quốc hội có quyền đánh thuế, vay tiền để trả nợ và sắp xếp việc quốc phòng cùng phúc lợi chung, quyền quản lý việc buôn bán, làm luật lệ phá sản, và đúc tiền. Trong nước thì có quyền tổ chức lãnh đạo quân đội và các đạo dân quân để trấn áp phiến loạn, đánh lùi xâm lăng, quyền làm luật về việc nhập tịch, quy định đơn vị đo lường, lập trạm bưu điện và đường bưu điện, quy định bằng sáng chế, và trị các khu vực liên bang cùng các khu đất mua lại từ các bang làm đài pháo, kho vũ khí. Ngoài nước thì có quyền xác định trừng phạt tội cướp biển và hành vi trái luật quốc tế, tuyên chiến, và quy định các thể thức hành chiến. Điều I cũng trao Quốc hội mọi quyền phụ để hành sử các quyền được liệt kê. Điều I, Khoản 9 hạn chế quyền lực của Quốc hội tám cách.

### Điều II
Điều II quy định chức vị, điều kiện, và nhiệm vụ của Tổng thống và Phó Tổng thống. Tổng thống là nguyên thủ đất nước và cầm đầu ngành hành chính của chính phủ liên bang.
Điều II được Tu chính án 12 và Tu chính án 25 bổ sung. Tổng thống chỉ được nhận một khoản tiền lương bổng từ chính phủ liên bang. Lúc nhậm chức thì phải thề sẽ "duy trì, giữ gìn, và bảo vệ Hiến pháp Hoa Kỳ".
Tổng thống là tổng tư lệnh của Quân đội Hoa Kỳ cùng dân quân các bang khi được triệu tập. Tổng thống ký kết các hiệp ước có ý kiến và sự thoả thuận của Thượng nghị viện theo 2/3 số thượng nghị sĩ có mặt. Để điều hành chính phủ liên bang, Tổng thống uỷ phó chức vụ cho tất cả các công chức của chính phủ liên bang và có quyền hỏi ý kiến của các quan chức quan trọng cùng quyền bổ khuyết đương lúc Thượng nghị viện nghỉ họp. Tổng thống thi hành luật pháp Hoa Kỳ. Tổng thống có quyền xá miễn và hoãn hình, trừ trường hợp Tổng thống hay các quan chức liên bang khác bị Quốc hội kết tội ra. Tổng thống báo Quốc hội biết tình trạng của đất nước và đưa ra các biện pháp "cần thiết và thích hợp". Tổng thống có quyền triệu tập và hoãn họp Quốc hội trong trường hợp đặc biệt.
Khoản 4 quy định Tổng thống và các quan chức liên bang khác sẽ cách chức nếu bị kết tội phản quốc, hối lộ hay những tội nặng khác.

### Điều III
Điều III quy định hệ thống toà án. Điều III thành lập Toà án Tối cao có quyền sơ thẩm một số vụ. Quốc hội có quyền thành lập các toà sơ thẩm phúc thẩm và làm luật hình. Điều III cũng bảo vệ quyền được bồi thẩm đoàn xét xử trong các vụ án hình sự và định nghĩa tội phản quốc.
Khoản 1 trao quyền tư pháp kèm quyền giải thích và áp dụng luật trong vụ cụ thể cho các toà án liên bang.
Quốc hội khoá Một quy định Toà án Tối cao đi quanh nước để phúc thẩm phán quyết của các toà án quận. Năm 1891, Quốc hội sửa lại hệ thống tư pháp: nay toà án quận có quyền sơ thẩm, toà phúc thẩm có độc quyền xét lại các phán quyết của một khu toà trước khi Toà án Tối cao xem xét. Toà án Tối cao được quyền tuỳ thẩm, tức là không phải xử mọi vụ được thưa lên.
Để thi hành phán quyết, toà liên bang có quyền phạt hành vi không tuân lệnh toà, cả hình sự lẫn dân sự. Hiến pháp cũng ngụ ý trao các toà quyền ra lệnh đình chỉ và lệnh bảo thân. Toà án được bỏ tù người bất tuân, thưa kiện ác ý, và không tuân lệnh làm chức vụ của toà. Nói chung, toà liên bang không được can dự vào việc xét xử của toà bang.
Mục 1, Khoản 2 quy định toà án liên bang chỉ được xét xử các vụ cụ thể, tức là không được xét các vụ không có thật được đặt ra hay các vụ không có cơ sở thưa kiện, không có ý nghĩa thực tế, hoặc chưa thích hợp. Nói chung, vụ thưa lên toà cần phải có các bên có mặt, thực sự có thể được mất quyền lợi nào đó để được toà xử.
Mục 2, Khoản 2 quy định Toà án Tối cao có quyền sơ thẩm các vụ liên quan đến đại sứ, công sứ, và lãnh sự, các vụ liên quan đến nước ngoài, và các vụ có ít nhất một bang là đương tụng. Các toà liên bang có quyền xét xử các vụ trên pháp luật Hoa Kỳ và các hiệp ước, các vụ liên quan đến luật biển quốc tế và tranh chấp đất nhiều bang có quyền cấp, các vụ giữa dân các bang khác nhau, và các vụ giữa công dân Hoa Kỳ với chính phủ và công dân nước ngoài. Phiên tòa phải mở ở bang tội xảy ra.
Hiến pháp không quy định rõ toà liên bang có quyền huỷ bỏ pháp luật trái hiến pháp. Tuy nhiên, các Nhà lập hiến có xét ý tưởng và trên thực tế có tiền lệ các toà án được xem xét luật lệ Quốc hội và bản văn hành chính có hợp hiến không. Toà án Tối cao chỉ thẩm hiến luật pháp bang theo từng vụ cụ thể và chỉ khi tuyệt đối cần phải có phán quyết.
Mục 3 định nghĩa tội phản quốc là hành động công khai gây chiến Hoa Kỳ hay giúp đỡ kẻ thù về mặt vật chất. Cần phải có ít nhất hai người chứng thực. Quốc hội không thể sửa lại chỉ theo đa số. Lý do thì Quốc hội là cơ quan chính trị, cho nên cần phải viết định nghĩa vào hiến pháp để cho khó trấn áp các hành vi đối lập chính trị thường thấy là phản quốc. Người dân có thể phản kháng chính phủ bất bạo động mà không phải lo nay mai sống chết ra sao. Quốc hội có quyền quy định các tội ít nặng hơn như tội mưu phản.

### Điều IV
Điều IV quy định quan hệ giữa các bang và quan hệ giữa mỗi bang với chính phủ liên bang. Các bang phải "tin tưởng tuyệt đối" công văn, sổ sách, và việc xét xử của nhau. Quốc hội có quyền quy định cách các bang chứng thực giấy tờ nhau. Chính quyền bang không được ưu đãi dân nó mà kì thị dân bang khác. Ví dụ: lúc kết án hình sự thì không được lấy lý do bị cáo không sống ở bang để tăng hình phạt. Ngoài ra, Điều IV quy định cách kết nạp bang mới và cách thay đổi biên giới giữa các bang.
Điều IV cũng thiết lập sự dẫn độ tội phạm giữa các bang và đặt nền móng pháp luật cho người dân được tự do đi lại giữa các bang. Ngày nay, những điều khoản này thường không được coi trọng, nhưng vào thời còn Các điều khoản Hợp bang thì để đi bang khác thường rất vất vả và tốn kém. Quốc hội có quyền làm luật lệ để xếp đặt tài sản liên bang và quản lý lãnh thổ không thuộc bang nào. Khoản 4 yêu cầu Hoa Kỳ đảm bảo mỗi bang có chính thể cộng hoà và không bị xâm lược hay nội loạn.

### Điều V
Điều V quy định thủ tục sửa đổi hiến pháp. Năm 1787, tám hiến pháp bang có cơ chế sửa hiến: ba trao quyền sửa đổi cho cơ quan lập pháp, năm cho hội nghị dân cử riêng. Các điều khoản Hợp bang quy định tu chính án do Quốc hội đưa ra và phải được tất cả 13 nghị hội bang đồng lòng phê chuẩn, một khuyết điểm lớn vì luôn luôn không thể hội đủ 13 bang. James Madison nhận định, thủ tục sửa hiến mới điều hoà cứng mềm:
Thủ tục vừa đủ cứng để giữ Hiến pháp ổn định, vừa đủ mềm để kịp sửa các khuyết điểm. Ngoài ra, cả liên bang lẫn các bang đều được đưa ra cách sửa lại sai lầm, vì hai bên có thể tự mình thấy chỗ yếu kém.

Sửa hiến có hai bước: bước một là thông qua tu chính án, bước hai là phê chuẩn. Thông qua thì có hai cách, hoặc Quốc hội theo 2/3 đa số ở cả Thượng nghị viện lẫn Hạ nghị viện, hoặc hội nghị toàn quốc do 2/3 các nghị hội các bang yêu cầu. Phê chuẩn cũng có hai cách, đều yêu cầu 3/4 số bang chấp thuận, hoặc cơ quan lập pháp bang phê chuẩn, hoặc hội nghị bang phê chuẩn. Quốc hội quyết định cách phê chuẩn mỗi tu chính án; chỉ có Tu chính án 21 do hội nghị bang phê chuẩn.
Hiện nay, Cục trưởng Cục Lưu trữ Hoa Kỳ phụ trách trông coi việc phê chuẩn. Cục trưởng gửi thư xin Thống đốc trình tu chính án được đề xuất lên bang để họ xem xét. Thống đốc chính thức trình tu chính án lên nghị hội bang. Sau khi phê chuẩn thì sẽ gửi Cục trưởng hoặc bản gốc hoặc bản sao ghi chép bang đã phê chuẩn rồi. Giấy tờ phê chuẩn được Phòng Công báo Liên bang xem xét có đúng thủ tục không và có chữ ký xác thực không.
Điều V tạm thời cấm sửa lại một số điều khoản. Ví dụ: Mục 1, Khoản 9, Điều I cấm Quốc hội làm luật hạn chế việc nhập khẩu nô lệ vào Hoa Kỳ trước năm 1808 và Muc 4 cùng khoản quy định lại thuế trực thu phải xứng số dân bang. Ngày 1 tháng 1 năm 1808, Quốc hội thông qua luật cấm nhập khẩu nô lệ. Ngày 3 tháng 2 năm 1913, Tu chính án 16 có hiệu lực, trao Quốc hội quyền đánh thuế trực thu mà không cần phải chia theo số dân các bang. Ngoài ra, Điều V bảo đảm các bang có số thượng nghị sĩ ngang nhau, quy định "bang sẽ không bị tước quyền bình đẳng bỏ phiếu ở Thượng nghị viện nếu không chấp nhận".

### Điều VI
Điều VI quy định Hiến pháp cùng pháp luật liên bang và hiệp ước của Hoa Kỳ là luật cao nhất của đất nước, "các thẩm phán các bang phải tuân theo; mặc hiến pháp hay pháp luật của bất cứ bang nào trái ngược lại". Các nhà lập pháp, quan chức, và thẩm phán liên bang các bang phải thề hoặc xác nhận ủng hộ hiến pháp. Nếu luật bang và luật liên bang trái nhau thì thẩm phán bang phải thi hành liên bang. Hoa Kỳ đảm nhận các khoản nợ của chính phủ Hợp bang. Cũng cấm đặt tôn giáo làm điều kiện giữ công vụ.

### Điều VII
Điều VII quy định thủ tục phê chuẩn hiến pháp mới. Đoán rằng nghị hội các bang sẽ không chịu phê chuẩn, Hội nghị Lập hiến quyết định các bang phải bầu ra hội nghị riêng để xem xét hiến pháp; bất cứ ai không có đủ điều kiện vào nghị hội bang như thẩm phán và bộ trưởng đều có thể ứng cử. Ngờ rằng chắc Rhode Island sẽ không phê chuẩn, quyết định hiến pháp chỉ cần phải có ít nhất chín bang để có hiệu lực ràng buộc các bang phê chuẩn.

### Lời bối thư

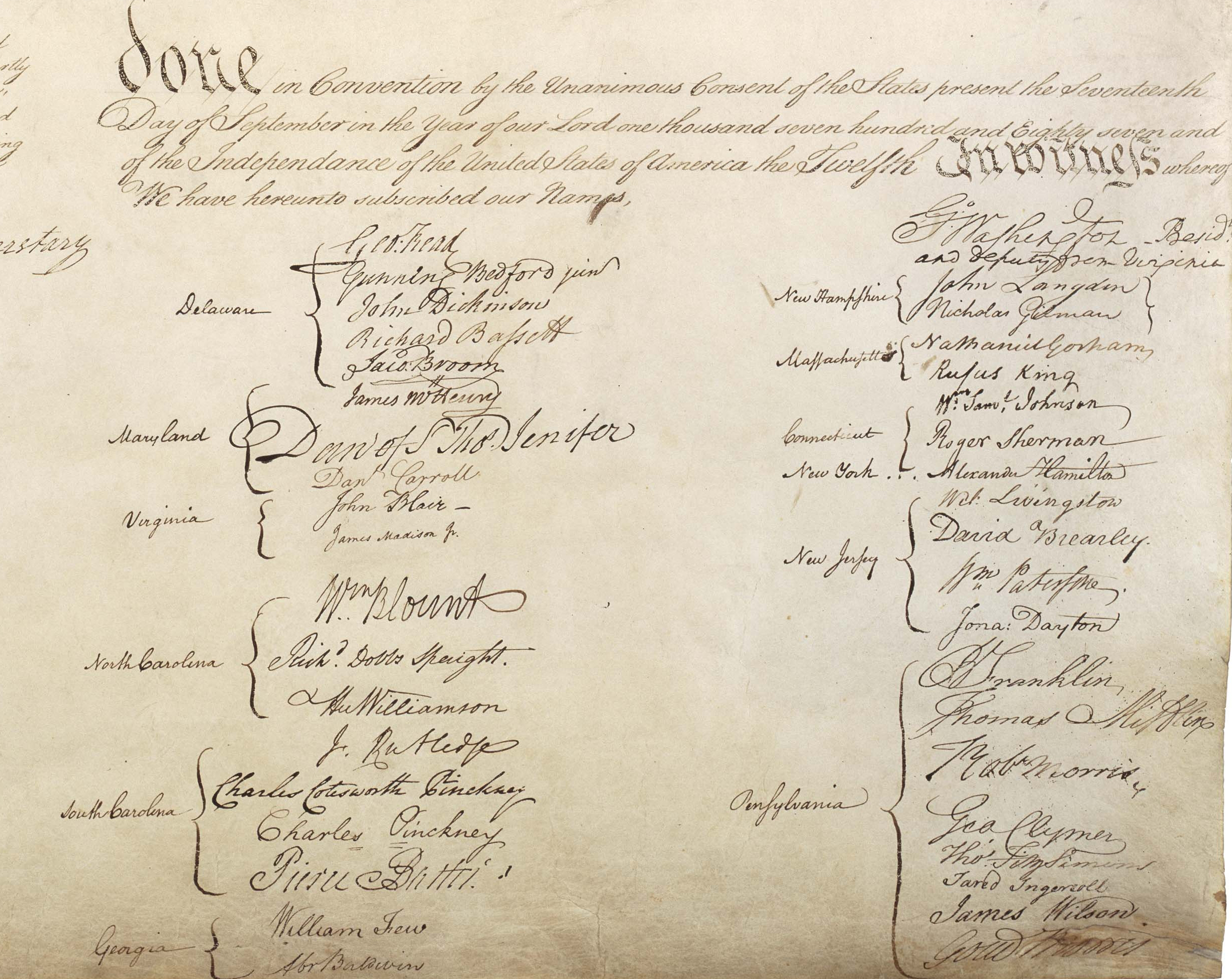
Lời bối thư của Hiến pháp Hoa Kỳ

Ngày 17 tháng 9 năm 1787, Hội nghị Lập hiến mở lễ ký kết hiến pháp, 39 đại biểu có mặt kí tên vào lời bối thư. Ngoài ra, cũng tuyên bố các đại biểu đã làm xong việc, mọi người ký tên và các bang có mặt đều ủng hộ bản văn, và đề ngày thông qua. Thư ký của hội nghị William Jackson chú thêm rằng hiến pháp được sửa tay bốn chỗ và ký tên vào để chứng nhận.
Lời bối thư Gouverneur Morris soạn, cố ý viết mơ hồ để thuyết phục các đại biểu đối lập. Nhận ra sẽ rất khó để lấy được sự chấp nhận của các bang cần thiết, phe ủng hộ hiến pháp cố gắng đạt được sự ủng hộ đồng lòng của các đoàn đại biểu các bang. Sợ nhiều đại biểu sẽ không bằng lòng, Morris viết "Được làm ở Hội nghị, có các bang có mặt đồng lòng tán thành..." để cho hội nghị có vẻ nhất trí.
Bản văn đề ngày thông qua là "ngày 17 tháng 9 năm 1787 công nguyên" và "năm 12 Hợp chúng quốc", vừa đúng theo truyền thống Kitô giáo của phương Tây, vừa liên kết chế độ mới với Tuyên ngôn Độc lập.

## Các tu chính án được phê chuẩn

Tuyên ngôn Quyền lợi Hoa Kỳ
Hiện ở Cục Lưu trữ Quốc gia.

Hiến pháp có 27 tu chính án. Các tu chính án 1–10 được gọi chung là Tuyên ngôn Quyền lợi, 13–15 là Tu chính án Tái thiết. Tu chính án 22 là tu chính án đợi phê chuẩn lâu nhất, mất 3 năm 343 ngày, không tính Tu chính án 27 đợi 202 năm 225 ngày. Tu chính án 26 được phê chuẩn nhanh nhất, đợi chỉ 100 ngày. Tính trung bình thì 26 tu chính án đầu đợi phê chuẩn 1 năm 252 ngày; nếu tính thêm Tu chính án 27 thì là 9 năm 48 ngày.

### Bảo vệ tự do (Tu chính án 1, 2, và 3)
Tu chính án 1 cấm Quốc hội hạn chế tự do tôn giáo, tự do ngôn luận, tự do báo chí, tự do hội họp và quyền thỉnh nguyện. Dân có quyền tin bất cứ tôn giáo nào họ muốn, được tự do thực hiện niềm tin đó, và chính phủ liên bang không được thành lập quốc giáo hay nghiêng về bất cứ tín ngưỡng tôn giáo nào. Mỗi người đều có quyền biểu đạt và tiếp nhận nhiều ý kiến quan điểm; tu chính án đảm bảo các ý tưởng được trao đổi không chịu hạn chế, ngay cả ý tưởng không phổ biến. Mỗi người cũng có quyền tập hợp và họp lại với người khác thành nhóm kinh tế, chính trị hay tôn giáo. Tu chính án đảm bảo mỗi người đều có quyền xin chính phủ giải quyết khiếu nại.
Tu chính án 2 bảo vệ quyền giữ mang vũ khí của mỗi người. Toà án Tối cao một mặt phán quyết không chỉ dân quân, mà còn người dân cũng có quyền giữ mang vũ khí, một mặt cho phép chính phủ quy định và hạn chế việc sản xuất, sở hữu, buôn bán súng hay vũ khí khác. Tu chính án do một số bang đòi có để chấp nhận phê chuẩn hiến pháp, phản ánh lòng thù hận Anh cố tịch thu vũ khí của các thuộc địa khi Chiến tranh Cách mạng bùng nổ; Patrick Henry hùng hồn hỏi, liệu chúng ta có mạnh hơn không, "khi ta mất hết vũ khí, khi lính Anh được đóng ở mọi nhà?"
Tu chính án 3 cấm chính phủ liên bang buộc người dân cho lính ở trong nhà vào thời bình, là phản ứng chống lại Luật Đóng quân do Quốc hội Anh thông qua vào thời kỳ Chiến tranh Cách mạng, cho phép lính Anh trưng dụng nhà của dân.

### Tư pháp công bằng (Tu chính án 4, 5, 6, 7, và 8)
Tu chính án 4 cấm chính phủ khám xét thân thể tài sản hay tịch thu đồ đạc một cách vô lý. Khám xét có thể hiểu hẹp là bị khám xét nhà riêng hay xe hơi và hiểu rộng là bị cảnh sát lần hay bị yêu cầu thử máu. Tu chính án cũng hạn chế quyền lực của cảnh sát điều tra tội phạm và cấm toà án chấp nhận bằng chứng bị thu thập trái luật.
Tu chính án 5 quy định trọng tội thì phải có đại đoàn bồi thẩm đưa ra bản cáo trạng để ra toà, cấm xử một người hai lần cùng tội, cấm phạt trái thủ tục pháp luật, và cấm ép người bị buộc tội tiết lộ thông tin có hại cho chính mình. Ngoài ra, cũng cấm chính phủ trưng dụng tài sản riêng vào việc chung nếu không "bồi thường thích đáng".
Tu chính án 6 bảo vệ người bị buộc phạm tội. Bị cáo có quyền được đoàn bồi thẩm địa phương và vô tư xét xử công bằng nhanh chóng trong phiên toà công khai. Bị cáo có quyền được biết các cáo buộc, mời luật sư, và đối chất người làm chứng chống mình. Năm 1966, Toà án Tối cao quyết định Tu chính án 6 cùng Tu chính án 5 yêu cầu cảnh sát báo nghi phạm biết quyền lợi của hắn.
Tu chính án 7 bảo vệ quyền được đoàn bồi thẩm xét xử trong các vụ dân sự ở toà liên bang và cấm thẩm phán bỏ kết luận của đoàn bồi thẩm về các điểm sự kiện.
Tu chính án 8 cấm đặt tiền bảo chứng hay phạt tiền quá mức đến nỗi chỉ bị cáo giàu nhất mới trả được và cấm hình phạt dã man và khác thường. Mặc dù ban đầu chỉ trỏ một số hình phạt khủng khiếp, "dã man và khác thường" được hiểu rộng qua nhiều năm là cấm luôn các hình phạt hoàn toàn không xứng tội hay quá khắc nghiệt. Tu chính án cũng được dùng để kiện các nhà tù có tình hình sinh hoạt tệ như phòng giam cực kỳ mất vệ sinh, quá đông, chăm sóc sức khoẻ kém, và cai ngục cố ý để cho tù nhân hại nhau.

### Quyền lợi chưa liệt kê và quyền lực để dành (Tu chính án 9 và 10)
Tu chính án 9 tuyên bố người dân có những quyền cơ bản khác ngoài các quyền trong hiến pháp. Đương lúc các bang tranh luận phê chuẩn thì Phe chống Liên bang đòi thêm Tuyên ngôn Quyền lợi vào, nhưng Phe Liên bang phản đối lấy lý do kể ra quyền lợi sẽ hàm ý mở rộng quyền hạn của chính phủ liên bang. Phe chống Liên bang không phục, một số hội nghị phê chuẩn bang không chịu phê chuẩn hiến pháp nếu không có danh sách quyền lợi cụ thể. Quốc hội khoá Một thoả hiệp, bổ sung Tu chính án 9. Toà án Tối cao quyết định Tu chính án 9 bảo vệ những quyền quan trọng như quyền đi lại, quyền bỏ phiếu, quyền riêng tư, và quyền tự quyết việc chăm sóc sức khỏe hay thân thể.
Tu chính án 10 quy định chính phủ liên bang chỉ có các quyền lực do hiến pháp trao cụ thể. Bất cứ quyền nào không được liệt kê, Tu chính án 10 để dành cho các bang hay người dân. Toà án Tối cao quyết định các lĩnh vực để dành cho các bang hay người dân có quan hệ gia đình, việc buôn bán trong bang, và hoạt động cảnh sát địa phương.

### Quyền hạn chính phủ (Tu chính án 11, 16, 18, và 21)
Tu chính án 11 sửa lại Mục 1, Khoản 2, Điều III, cấm các toà liên bang xét xử các vụ một bang bị dân bang khác hay nước khác kiện, tức là các bang không phải chịu một số loại trách nhiệm pháp luật, huỷ bỏ phán quyết của Toà án Tối cao trong vụ Chisholm v. Georgia.
Tu chính án 16 sửa lại Mục 4, Khoản 9, Điều I, cho phép Quốc hội đánh thuế thu nhập không cần phải chia theo số dân các bang, huỷ bỏ phán quyết của Toà án Tối cao trong vụ Pollock v. Farmers' Loan & Trust Co. năm 1895, trở thành nền móng của các đạo luật thuế thu nhập liên bang về sau và mở rộng đáng kể phạm vi đánh thuế và chi tiêu của liên bang.
Tu chính án 18 cấm sản xuất, chuyên chở và mua bán rượu trên cả nước. Quốc hội có quyền làm luật thi hành lệnh cấm. Phong trào cấm rượu vận động chính phủ làm tu chính án, tin rằng tội phạm và tham nhũng sẽ giảm, các vấn đề xã hội sẽ được giải quyết, chính phủ sẽ đỡ tiền phúc lợi xã hội và tù nhân, sức khỏe của người dân Mỹ sẽ cải thiện. Đúng thật việc uống rượu và tử vong liên quan đến rượu giảm mạnh vào thời kỳ cấm. Tuy nhiên, tu chính án tạo cơ hội cho ngành kinh doanh rượu lậu béo bở phát triển, hình thành thị trường chợ đen rộng lớn, gián tiếp thúc đẩy các hành vi trái pháp luật và tiếp tay cho phạm tội có tổ chức. Năm 1933, tu chính án bị bãi bỏ.
Tu chính án 21 bãi bỏ Tu chính án 18. Mỗi bang lại được làm luật lệ riêng về việc mua bán nhập khẩu rượu và quy định tuổi uống rượu. Vì chính phủ liên bang cấp tiền cho các bang cấm bán rượu cho trẻ chưa thành niên dưới 21 tuổi, cho nên tất cả 50 bang đều đặt tuổi uống rượu là 21. Các bang quy định cách bán rượu rất khác nhau.

### Bảo vệ quyền công dân (Tu chính án 13, 14, 15, 19, 23, 24, và 26)
Tu chính án 13 thủ tiêu chế độ nô lệ và cấm khổ sai, trừ trong trường hợp là hình phạt ra. Tuy hàng triệu nô lệ được tự do theo Tuyên ngôn Giải phóng Nô lệ năm 1863, thân phận chính thức của họ và hàng triệu người khác sau Nội chiến vẫn chưa rõ, cho nên Quốc hội thông qua Tu chính án thứ mười ba để xác định tất cả nô lệ trong cả nước đều được tự do. Vài điều khoản gốc của hiến pháp mất hiệu lực.
Tu chính án 14 thừa nhận các nô lệ cũ và bất cứ ai "chịu thẩm quyền của Hoa Kỳ" đều là công dân. Cấm các bang rút bớt đặc quyền đặc miễn của công dân, tước mạng sống, tự do hay tài sản của bất cứ người nào trái thủ tục pháp luật, và không chịu đảm bảo tất cả mọi người được bảo vệ ngang nhau trước pháp luật. Toà án Tối cao quyết định rằng Tu chính án 14 buộc chính quyền các bang và địa phương thi hành hầu hết các điều khoản của Tuyên ngôn Quyền lợi. Tu chính án cũng sửa lại cách chia Hạ nghị sĩ trong Mục 3, Khoản 2, Điều I và huỷ bỏ phán quyết của Toà án Tối cao trong vụ Dred Scott v. Sandford.
Tu chính án 15 cấm tước quyền bỏ phiếu dựa vào chủng tộc, màu da hay thân phận nô dịch trước đây, là Tu chính án Tái thiết chót.
Tu chính án 19 cấm tước quyền bỏ phiếu dựa vào giới tính, trao đàn bà quyền bầu cử. Trước khi được phê chuẩn thì chỉ một số bang cho đàn bà bỏ phiếu giữ chức.
Tu chính án 23 trao Đặc khu Columbia đại cử tri trong Đoàn Đại cử tri như thể là bang, cho phép dân sống ở thủ đô dự vào việc bầu cử tổng thống. Nguyên là lúc được chọn làm thủ đô của Hoa Kỳ vào năm 1800 thì chỉ có năm nghìn cư dân, không có chính quyền địa phương. Tuy nhiên, số dân đã tăng đến hơn 760.000 người vào năm 1960.
Tu chính án 24 cấm đặt thuế thân làm điều kiện được bỏ phiếu. Cùng với bài thi xét năng lực đọc viết và yêu cầu cư trú, thuế thân được dùng để ngăn dân có thu nhập thấp (hầu hết là người Mỹ gốc Phi) đi bầu cử. Mặc dù Tu chính án 13, 14, và 15 giúp bãi bỏ nhiều luật kì thị sót lại từ thời nô lệ, một vài hình thức phân biệt đối xử vẫn còn. Toà án Tối cao đã bãi bỏ các luật lệ này.
Tu chính án 26 cấm tước quyền bỏ phiếu của công dân từ mười tám tuổi trở lên dựa vào tuổi tác, phần lớn là thành quả của phong trào sinh viên chống Chiến tranh Việt Nam. Cuộc vận động thêm đà sau khi Toà án Tối cao quyết định Quốc hội có quyền đặt tuổi bỏ phiếu trong vụ Oregon v. Mitchell.

### Các quy trình và thủ tục chính phủ (Tu chính án 12, 17, 20, 22, 25, và 27)
Tu chính án 12 thay Mục 3, Khoản 1, Điều II, sửa lại cách Đoàn Đại cử tri bầu Tổng thống và Phó Tổng thống, quy định mỗi đại cử tri phải bầu riêng Tổng thống và Phó Tổng thống một phiếu, thay vì bầu Tổng thống hai phiếu. Tổng thống và Phó Tổng thống không được cùng bang và nếu không có đủ điều kiện làm Tổng thống thì cũng không được làm Phó Tổng thống.
Tu chính án 17 thay Mục 1 và 2, Khoản 2, Điều I, sửa lại cách bầu thượng nghị sĩ. Thay vì do nghị hội bang bầu lên, các thượng nghị sĩ sẽ do người dân bầu bầu thẳng lên. Nghị hội bang có quyền cho phép thống đốc tạm bổ khuyết thượng nghị sĩ cho đến khi có thể tổ chức bầu cử đặc biệt.
Tu chính án 20 rút ngắn khoảng thời gian giữa Ngày bầu cử và lúc nhiệm kỳ của Tổng thống, Phó Tổng thống đắc cử và Quốc hội khoá mới bắt đầu. Nguyên là hiến pháp quy định Quốc hội phải họp thường niên vào thứ Hai đầu tiên của tháng 12, trừ phi luật quy định khác, tức là Quốc hội khoá mới được bầu vào tháng 11 phải đợi đến tháng 3 năm sau mới họp, Quốc hội khoá cũ thì mất nhiều quyền lực. Tu chính án đổi lúc bắt đầu nhiệm kỳ mới của tổng thống từ ngày 4 tháng 3 sang ngày 20 tháng 1 (trong trường hợp Quốc hội thì sang ngày 3 tháng 1) để giúp Quốc hội làm nhiều việc hơn và xúc tiến việc chuyển tiếp ngành hành chính và lập pháp.
Tu chính án 22 hạn chế tổng thống chỉ được giữ hai nhiệm kỳ, tổng cộng là tám năm. Trong một số trường hợp, được giữ chức hơn tám năm. Hiến pháp gốc không hạn chế số nhiệm kỳ tổng thống được giữ, nhưng George Washington là tổng thống thứ nhất không chịu tranh cử nhiệm kỳ thứ ba, tạo nên lệ tổng thống chỉ nên giữ hai nhiệm kỳ. Franklin D. Roosevelt phá tiền lệ, đắc cử nhiệm kỳ thứ ba vào năm 1940 và nhiệm kỳ thứ tư vào năm 1944.
Tu chính án 25 thay thế Mục 6, Khoản 1, Điều II, quy định rõ Phó Tổng thống sẽ nối nhiệm Tổng thống trong trường hợp chết, từ chức hay bị cách chức. Phó Tổng thống làm quyền Tổng thống nếu Tổng thống không thể hoàn thành chức vụ. Nếu thiếu Phó Tổng thống thì Tổng thống tiến cử ứng viên cho Quốc hội chấp thuận.
Tu chính án 27 bổ sung Mục 1, Khoản 6, Điều I, cấm Quốc hội tăng lương của các nghị sĩ khoá hiện tại: mọi khoản tăng lương chỉ có hiệu lực từ khoá tiếp theo. Tu chính án đợi phê chuẩn hai thế kỷ vì không đặt kì hạn.